# Lithophane luteocosta
Lithophane luteocosta är en fjärilsart som beskrevs av John G. Franclemont 1942. Lithophane luteocosta ingår i släktet Lithophane och familjen nattflyn. Inga underarter finns listade i Catalogue of Life.